# Міграція птахів

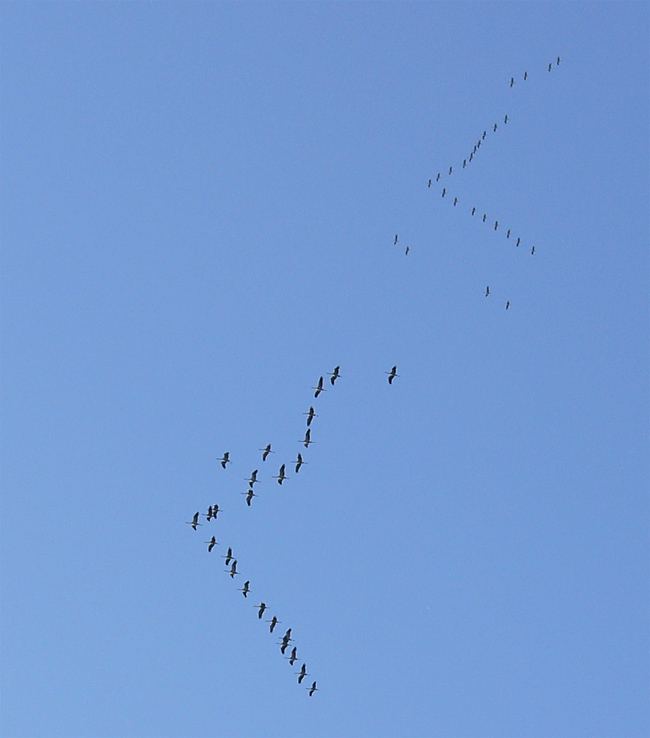
Клин сірих журавлів

Міграція або переліт птахів — щорічне переміщення або переселення птахів на відносно великі відстані, пов'язане із сезонною зміною екологічних або кормових умов або особливостями розмноження з території гніздування до території зимівлі та назад, одна з форм міграції тварин. Часто у визначенні також ставиться вимога здатності до такого переміщення у відповідь на довжину світлового дня або час року, незалежно від погодних умов, бо тільки ці фактори здатні забезпечити точну періодичність. Міграція — пристосування до сезонних змін клімату та залежних від них факторів (наявність корму, відкритої води тощо). Здібності птахів до міграції сприяє їхня висока мобільність завдяки здатності до польоту, недоступна більшості інших видів наземних тварин.

## Типи переміщень птахів

Приклади маршрутів міграції

За характером сезонних переміщень птахів поділяють на три основні категорії: осілих (що постійно мешкають на відносно невеликій території), кочові (що здійснюють переміщення на відносно значні відстані не регулярно, лише у пошуках їжі або у випадку поганої погоди) і мігруючих або перелітних (що здійснюють більш-менш далекі сезонні переміщення). Проте цей поділ вельми умовний, як через існування безперервного спектру моделей поведінки між цими категоріями, так і через те, що в межах однієї популяції птахи можуть демонструвати різну поведінку, а один конкретний птах — змінювати її в окремих випадках протягом життя.
За певних умов, птахи, як і інші тварини, можуть виселятися з певної території без повернення назад або здійснювати інвазії в регіони за межами району їхнього постійного проживання; такі переселення безпосередньо до міграції не належать. Виселення або інвазії можуть бути пов'язані з природною зміною ландшафту — лісовими пожежами, вирубкою лісів, осушенням боліт і т. д., або з перенаселенням конкретного виду на обмеженій території. У таких умовах птахи вимушені шукати собі нове місце, і таке переміщення ніяк не пов'язане з їхнім способом життя або часом року. До інвазій також часто відносять інтродукцію — навмисне переселення видів у регіони, де вони ніколи раніше не мешкали.
Часто не можна однозначно сказати, що певний вид птахів є строго осілим, кочівним або перелітним: різні популяції одного і того ж виду, і навіть птахи однієї популяції, можуть поводитися по-різному. Наприклад, кропив'янка (Sylvia) на більшій частині ареалу, включаючи майже всю Європу і приполярні Командорські і Алеутські острови, живе осіло, у Канаді і на півночі США кочує на незначні відстані, а на північному заході Росії, в Скандинавії і на Далекому Сході є перелітним птахом. У звичайного шпака (Sturnus vulgaris) або блакитної сойки (Cyanocitta cristata) можлива ситуація, коли на одній і тій же території частина птахів у зимовий час переміщується на південь, частина прибуває з півночі, а частина живе осіло.
Більшість міграцій відбуваються широким фронтом, проте в деяких випадках вони відбуваються вузькими смугами, міграційними маршрутами. Зазвичай подібні маршрути йдуть уздовж гірських хребтів або прибережної смуги, що дозволяє птахам користатися висхідними потоками повітря або запобігти подолання географічних бар'єрів, таких як довгі простори відкритого моря. Також маршрути не обов'язково збігаються в обох напрямках перельоту. У такому випадку виникає так звана петлеподібна міграція.
Більшість великих птахів перелітають зграями, що часто формують регулярні розташування птахів, такі як V-подібний «клин» з 12—20 птахів. Таке розташування допомагає птахам зменшити енергетичні витрати на переліт. Наприклад, ісландський (Calidris canutus) і чорногрудий побережники (Calidris alpina), як було визначено за допомогою радарів, летять у зграях на 5 км/год швидше.
Висота польоту різна у різних видів птахів. Так, залишки шилохвостів (Anas acuta) і великого грицика (Limosa limosa) були знайдені під час експедиції на Еверест на висоті до 5 тис. м у льодовику Хумбу. Гірських гусок (Anser indicus) спостерігали під час перельоту над вершинами Гімалаїв на висоті близько 8 тис. м, навіть коли неподалік були низькі перевали заввишки 3 тис. м. Морські птахи зазвичай летять дуже низько над морем, проте піднімаються при прольоті над землею. У сухопутних птахів спостерігається зворотна картина. Проте більшість мігруючих птахів летять на висоті від 150 до 600 м. Зіштовхнення птахів із літаками зазвичай відбуваються на висоті до 600 м і майже ніколи вище 1800 м.
Не всі птахи здійснюють міграції за допомогою перельоту. Більшість видів пінгвінів (Spheniscidae) здійснюють регулярні міграції вплав, шляхи цих міграцій можуть досягати 1000 км довжиною. Імператорські пінгвіни здійснюють також доволі тривалі переміщення пішки до місць розмноження в Антарктиді. Блакитний тетерук (Dendragapus obscurus) здійснює регулярні міграції на різні висоти переважно пішки. Протягом посухи довгі міграції пішки здійснюють і австралійські ему (Dromaius).

### Осілі птахи
Осілими називають птахів, які дотримуються певної відносно невеликої території і за межі її не переміщаються. Переважна більшість видів таких птахів мешкають в умовах, де сезонні зміни не впливають на доступність корму — тропічному та субтропічному кліматах. У помірному і арктичному поясі таких птахів небагато; до них зокрема відносяться синантропи — птахи, що мешкають поблизу людини і залежні від неї: сизий голуб (Columba livia), хатній горобець (Passer domesticus), сіра ворона (Corvus cornix), галка (Corvus monedula) і деякі інші. Частина осілих птахів, яких також називають напівосілими, поза сезоном розмноження переміщається на відносно незначні відстані від своїх гніздовій — на території України до таких птахів можна віднести, зокрема, глушців (Tetrao urogallus), рябчиків (Bonasa bonasia), тетеруків (Tetrao tetrix), частково сорок (Pica pica) і звичайну вівсянку (Emberiza citrinella).

### Міграція на великі відстані

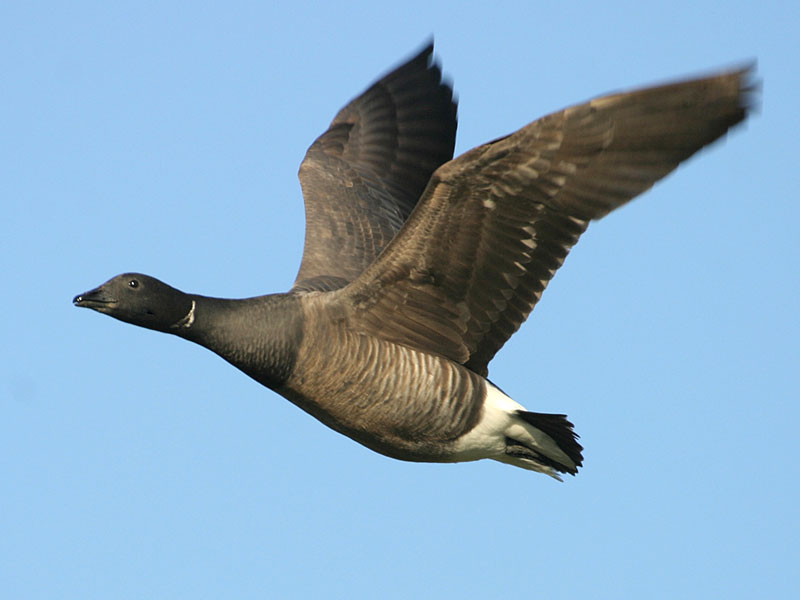
Чорна казарка

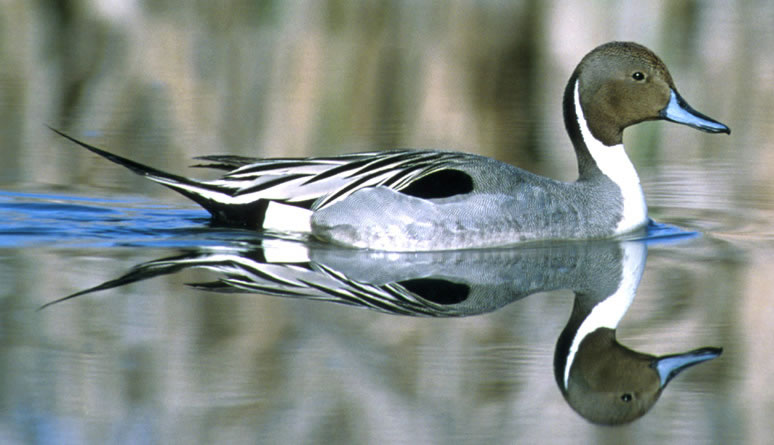
Шилохвіст

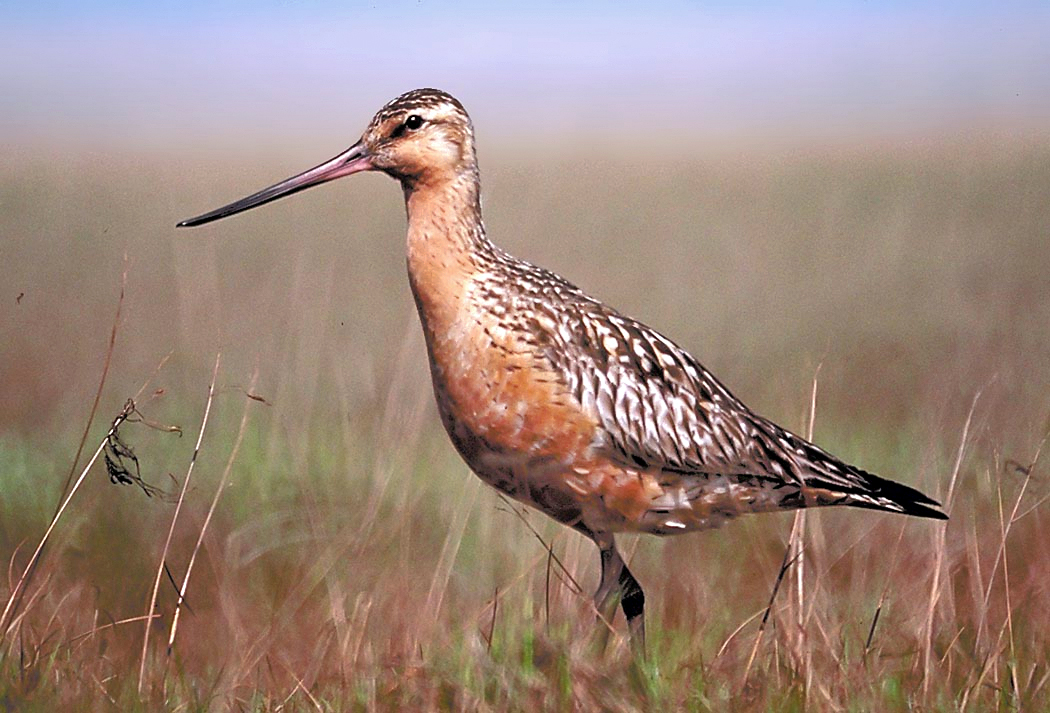
Малий грицик

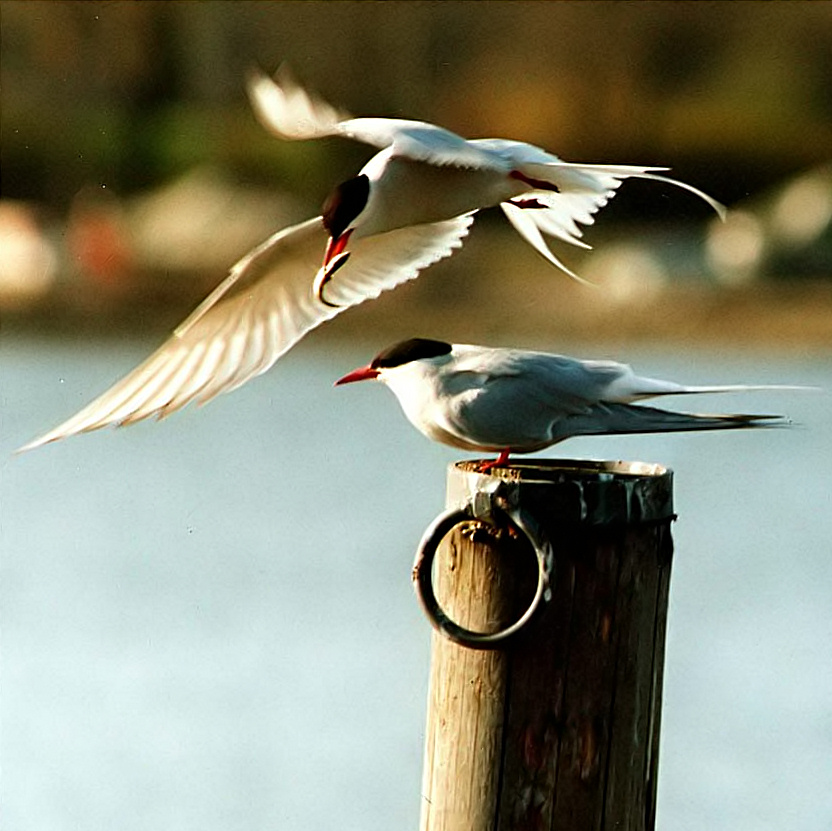
Полярні крячки

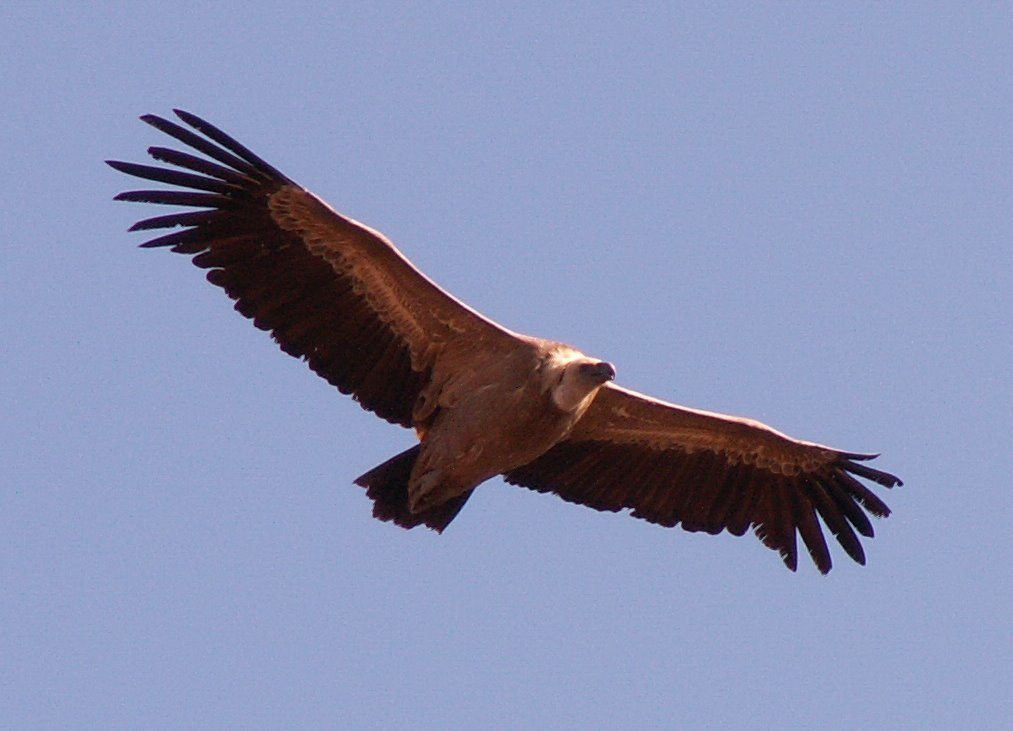
Білоголовий сип

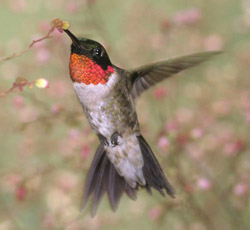
Червоногорлий колібрі

Типова картина міграції північних сухопутних птахів, таких як ластівки (Hirundo) і соколопобіних, являє собою міграцію до тропічних регіонів. Багато качок, гусок (Anser) і лебедів (Cygnus) північної півкулі є перелітними птахами, проте вони мігрують лише настільки, наскільки необхідно уникнути замерзлих водойм своїх північних районів гніздування. Більшість видів мисливських птахів залишаються в північній півкулі, але в районах із м'якішим кліматом. Наприклад, короткодзьобий гуменник (Anser brachyrhynchus) мігрує з Ісландії до Британії та прилеглих районів. Шляхи міграції та райони зимування зазвичай вивчаються молодими птахами під час першої міграції разом із своїми батьками. Деякі інші качки, проте, такі як велика чирянка (Anas querquedula), повністю або частково переміщаються до тропіків.
Природні бар'єри мають подібну роль і для морських птахів, але зворотну в порівнянні з сухопутними: значні безводні райони, де неможливо знайти їжу, є для них непереборними бар'єрами. Відкрите море також може бути бар'єром для птаха, що звик живитись у прибережних водах. Для запобігання перешкод птахи часто змушені робити перельоти обхідними шляхами: наприклад, чорна казарка (Branta bernicla) мігрує від півострова Таймир до Ваденського моря через узбережжя Білого і Балтійського морів, замість прямого перельоту через Північний Льодовитий океан та північну Скандинавію.
Подібна ситуація спостерігається і у прибережних птахів. Багато видів, такі як чорногрудий (Calidris alpina) і аляскинський (Calidris mauri) побережники, здійснюють довгі міграції зі своїх арктичних районів гніздування до теплішіх районів тієї ж півкулі; інші, такі як довгопалий побережник (Calidris pusilla), подорожують до тропіків. Прибережні птахи, як і великі водоплавні птахи, характеризуються значною витривалістю в польоті. Це дозволяє їм у випадку зимування в помірних районах здійснювати подальші короткі перельоти у випадку несприятливої погоди.
Для деяких з прибережних птахів можливості перельоту залежать від наявності певних видів трофічних ресурсів у ключових місцях зупинки уздовж шляху міграції. Це дозволяє цим птахам отримати достатньо їжі для наступної ділянки подорожі. Наприклад, важливими місцями зупинки багатьох видів птахів є затока Фанді і Делаверська затока.
Найбільшу відстань без зупинки серед всіх перелітних птахів здатні пролітати деякі популяції малого грицика (Limosa lapponica), що перелітає більше 11 тис. км з арктичної тундри Алеутських островів до новозеландських районів зимування без зупинок. Перед початком перельоту жир становить 55 % маси тіла, що необхідно для забезпечення енергією такої довгої подорожі.
Картини міграції морських птахів подібні картинам водоплавних і прибережних птахів. Деякі птахи, такі як чистун арктичний (Cepphus grylle) і деякі мартини (Larinae), досить осілі; інші, такі як більшість крячків (Sterna) і алькових (Alcidae), гніздяться в помірних районах північної півкулі та перелітають на різні відстані для зимування. Полярний крячок (Sterna paradisaea) здійснює найдовші міграції з усіх птахів — він мігрує від арктичних районів гніздування до антарктичних районів зимування. Один з полярних крачків, окільцьований пташеням на островах Фарне біля східного узбережжя Великої Британії, досяг Мельбурна (Австралія) вже через три місяця після вилуплення, здійснивши мандрівку протяжністю більш ніж у 22 тис. км. Кілька видів морських птахів, зокрема океанник Вільсона (Oceanites oceanicus) і великий буревісник (Puffinus gravis), гніздяться в Південній півкулі та мігрують на північ протягом південної зими. Ці морські птахи мають перевагу у порівнянні з більшістю перелітних птахів, оскільки здатні знаходити їжу протягом польоту над відкритим океаном.
Більшість морських птахів, особливо представників ряду буревісникоподібних (Procellariiformes), перелітають на значні відстані. Зокрема, альбатроси (Diomedeidae) південних океанів можуть перелітати всю планету поза сезоном гніздування. Ці птахи широко поширені над всім океаном, хоча концентруються в районах, де знаходять найбільшу кількість їжі. Багато з них наближаються до рекордів протяжності перельоту, так сірий буревісник (Puffinus griseus), що гніздиться на Фолклендських островах, мігрує на відстань близько 14 тис. км від районів гніздування до районів Північного Льодовитого океана біля Норвегії. Деякі малі буревісники (Puffinus puffinus) здійснюють таку ж подорож у зворотному напрямку. Оскільки ці птахи відносно довгоживучі, за життя вони долають величезні відстані, за підрахунками один рекордний малий буревісник пролетів 8 млн. км за 50 років життя.
Деякі птахи з великими крилами під час міграцій залежать від термальних потоків висхідного теплого повітря, що дозволяють їм ширяти. Ці птахи включають багатьох хижих птахів, таких як грифи, орли і канюки, та деяких інших, наприклад, лелеки (Ciconia). Ці птахи мігрують протягом світлої частини доби. Перелітні представники цієї групи зазвичай не здатні долати великі водойми через відсутність над водою термальних висхідних потоків та нездатність летіти безперервно протягом тривалого часу. Середземне море, як й інші моря, є для них майже непереборним бар'єром, що змушує птахів знаходити вузькі місця або обхідні маршрути. Велика кількість хижих птахів і лелек перетинає моря в районі Гібралтарської протоки, протоки Ересунн та протоки Босфор під час перельоту. Деякі численні види, такі як звичайний осоїд (Pernis apivorus), перелітають через ці протоки в кількості сотень тисяч за один сезон. Інші бар'єри, такі як гірські хребти, також викликають концентрацію птахів у районі вузьких проходів, особливо великих денних птахів. Це дуже помітно при перетинанні птахами Центральної Америки. У результаті подекуди птахи мігрують вузькими коридорами.
Багато дрібних комахоїдних птахів, зокрема горобцеподібні (Passeriformes), колібрі (Trochilidae) і мухоловки (Muscicapidae), також перелітають значні відстані, долаючи їх переважно вночі. Вони приземляються вранці і часто роблять зупинку на кілька днів перед продовженням перельоту. Ці птахи часто називаються транзитними мешканцями в районах, де вони мешкають короткий час між початком та закінченням перельоту.
За допомогою перельоту вночі, нічні перелітні птахи зменшують загрозу від хижаків і запобігають перегріву від збільшених витрат енергії для перельоту. Також це надає їм можливість здобувати їжу протягом дня, щоб забезпечити себе енергією для польоту. Недоліком такої поведінки є неможливість достатньо висипатися. Перелітні птахи, здається, здатні змінювати свою потребу в сні для компенсації втрат.

### Кочівля та міграція на короткі відстані

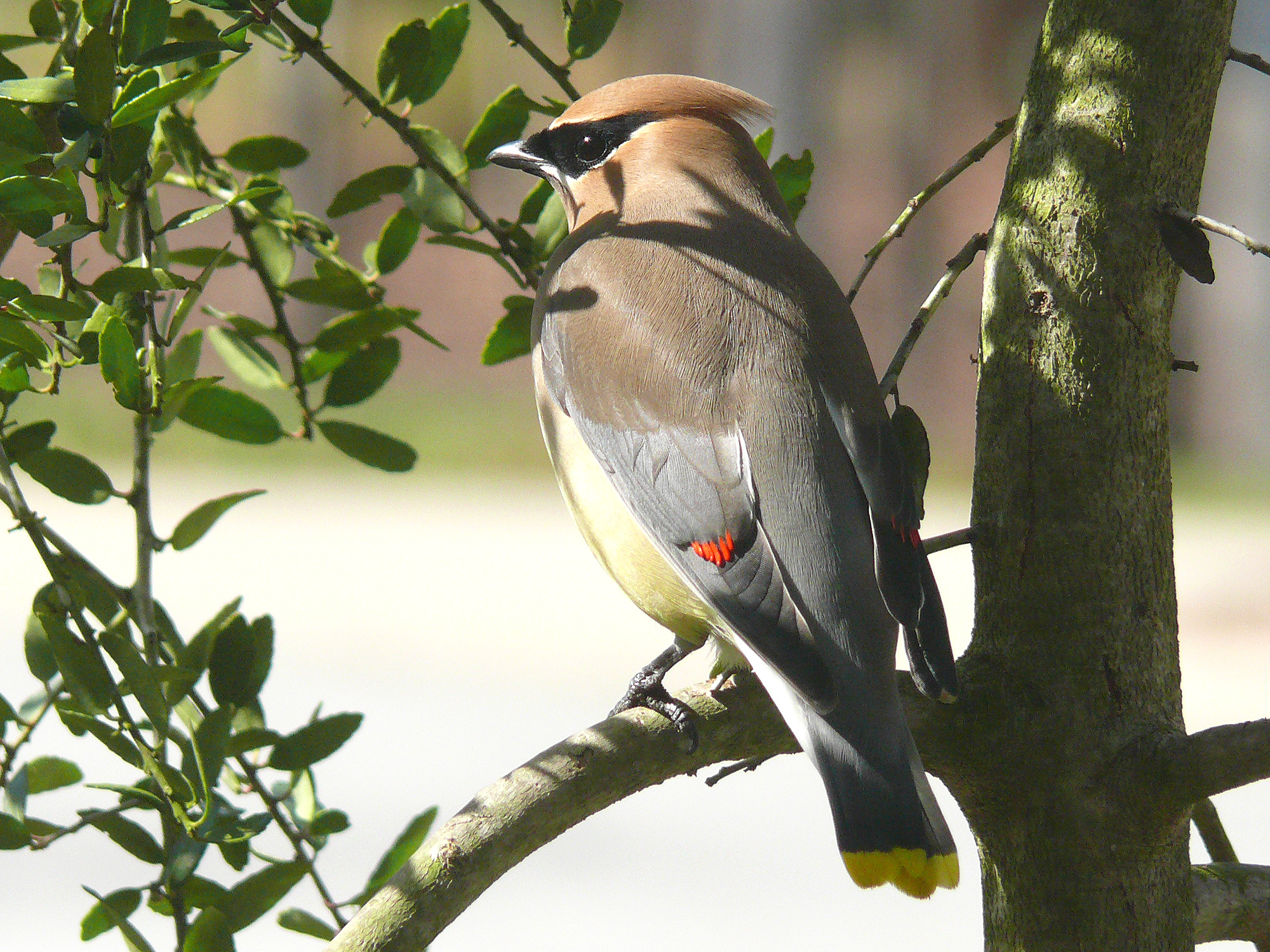
Кедровий омелюх

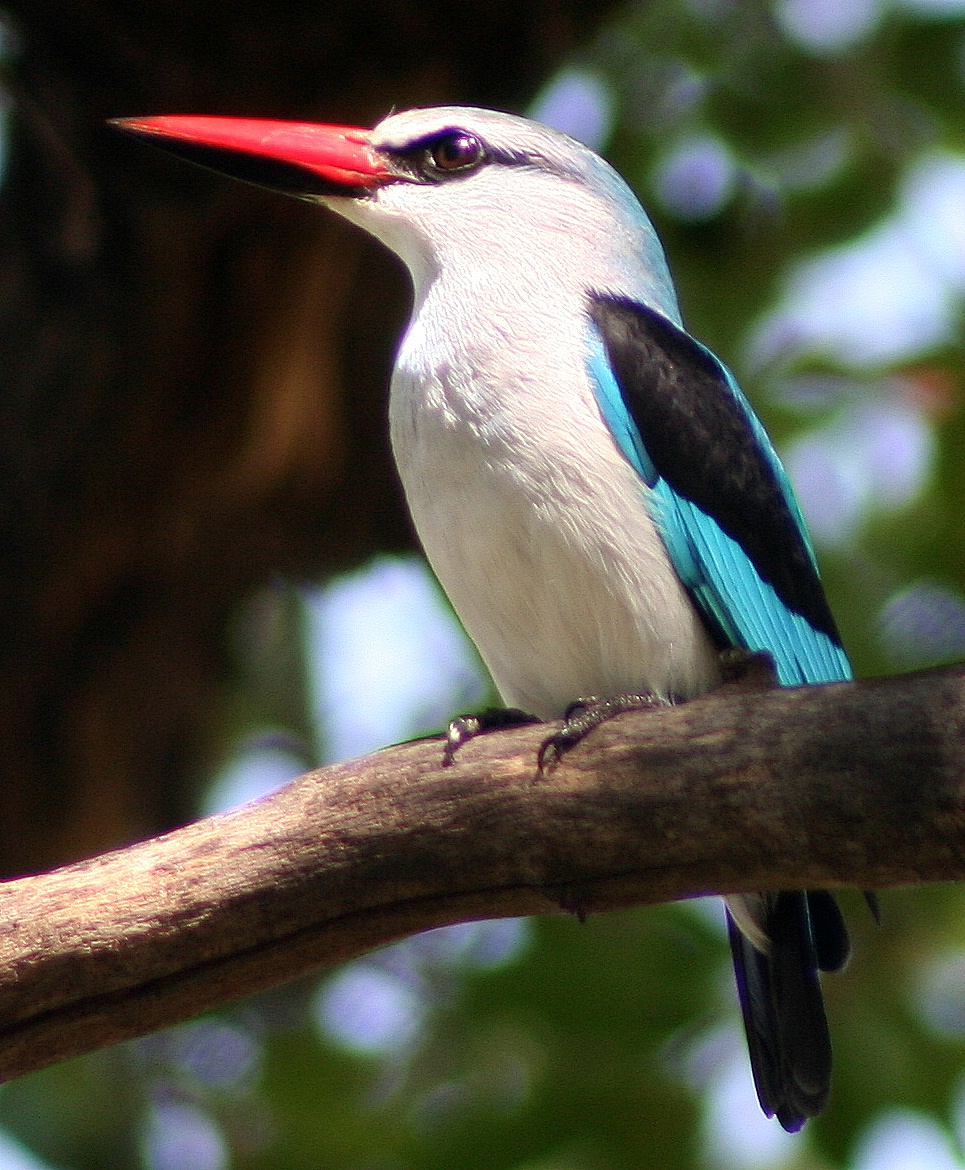
Рибалочка Halcyon senegalensis

Кочівними називають птахів, які поза сезоном розмноження пересуваються з місця на місце у пошуках їжі. Такі пересування зазвичай не пов'язані з циклічністю і повністю залежать від доступності їжі та погодних умов, у такому випадку вони не вважаються міграцією. Проте, існує цілий спектр проміжних між кочівлею і довгою міграцією птахів, зокрема коротка міграція, що викликається безпосередньо погодними та трофічними умовами і має відносно регулярний характер. Проте, на відміну від довгої міграції, птахи значно змінюють час відправлення до подорожі залежно від погодних умов та можуть пропускати міграцію в теплі або іншим чином сприятливі роки.
Наприклад, мешканці гір та боліт, такі як стінолаз (Tichodroma muraria) і пронурок (Cinclus cinclus) можуть пересуватися лише на різні висоти, уникаючи холодної гірської зими. Інші види, такі як кречет (Falco rusticolus) і жайворонок (Alauda), переміщаються до узбережжя або у південніші райони. Інші, такі як зяблик (Fringilla coelebs), не мігруючі у Британії, але перелітають на південь з Ірландії в дуже холодну погоду.
Кочівні птахи ряду горобцеподібних мають два типи еволюційного походження цієї поведінки. Ті види, що мають родичів, перелітних на великі відстані, в тій же родині, такі як вівчарик-ковалик (Phylloscopus collybita) є видами, що походять з Південної півкулі, які поступово скоротили довжину зворотного перельоту таким чином, що назавжди залишилися в північній півкулі. На відміну від них, види, які не мають ніяких міграційних родичів, наприклад омелюх (Bombycilla), фактично перелітають у відповідь на зимову погоду, а не заради збільшення можливостей відтворення.
У тропіках існує незначна варіація в довжині дня протягом всього року і завжди достатньо тепло для нормального живлення. На відміну від сезонних переміщень для зимування птахів помірних широт, більшість видів є в широкому сенсі осілими. Проте, багато видів перелітають на різні відстані залежно від кількості опадів. Так, багато тропічних районів мають вологі та сухі сезони, найкращим прикладом яких є мусони Південної Азії. Прикладом птаха, який перелітає залежно від кількості опадів, є рибалочка (Halcyon senegalensis), мешканець Західної Африки. Існує кілька видів, виключно зозуль, які є справжніми перелітними птахами в межах тропіків. Прикладом є мала зозуля (Cuculus poliocephalus), яка гніздиться в Індії та проводить решту часу в Африці.
У високих горах, таких як Гімалаї і Анди, багато видів здійснюють також сезонні висотні переміщення, а інші можуть здійснювати довгі міграції. Так, гімалайські кашмірська мухоловка (Ficedula subrubra) і строкатий дрізд (Zoothera wardii) можуть переміщатися на південь до плоскогір'їв Шрі-Ланки.

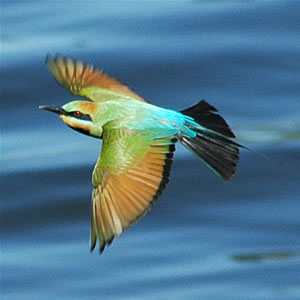
Райдужна бджолоїдка

Довга міграція птахів є переважно, хоча і не виключно, явищем північної півкулі. У південній півкулі сезонні міграції менш помітні. На те є декілька причин. По-перше, значні безперервні простори суші або океану не викликають звуження міграційних маршрутів, що робить міграцію менш помітною для людини-спостерігача. По-друге, щонайменш на суші, кліматичні зони зазвичай поступово переходять одна в одну, не створюючи різких стрибків: це означає, що замість довгих перельотів над несприятливими районами для досягнення певного місця, міграційні птахи можуть мігрувати повільно, живлячись протягом подорожі. Часто без спеціальних досліджень непомітно, що птахи в певному районі мігрують, бо різні представники того ж самого виду прибувають протягом різних сезонів, поступово рухаючись у певному напрямку.
Проте, багато видів дійсно гніздяться в помірних районах південної півкулі та зимують у північніших тропічних районах. Наприклад, такі міграції здійснюють південноафриканська велика смугаста ластівка (Hirundo cucullata) і австралійські строката міагра (Myiagra cyanoleuca), австралійський широкорот (Eurystomus orientalis) і райдужна бджолоїдка (Merops ornatus).

### Вторгнення та розосередження
У деяких випадках умови навколишнього середовища, наприклад, різке зниження кількості їжі після багатого на їжу періоду, приводить до вторгнення птахів в інші райони, коли велика кількість птахів разом залишають звичайні райони мешкання. Звичайний омелюх (Bombycilla garrulus) та ялиновий шишкар (Loxia curvirostra) є прикладами видів, що проявляють значні варіації чисельності птахів щороку, і таким чином сприятливі до впроваджень.
Помірні зони південних континентів мають значні посушливі райони, особливо в Австралії та південно-західній Африці, де міграції, викликані погодними умовами, звичайні, але не завжди передбачувані. Кілька тижнів дощів в одній або іншій частині зазвичай сухої центральної Австралії, наприклад, викликає швидкий ріст рослин та безхребетних, що харчуються ними, привертаючи птахів з суміжних районів. Це може трапитися протягом будь-якої частини року, та, в кожному конкретному районі, повторюється не частіше ніж раз у десятиліття, залежно від частоти періодів
Ель-Ніньйо і Ла-Нінья.

## Фізіологія і контроль
Контроль часу міграції та факторів навколишнього середовища, у відповідь на які відбувається міграція, закодовані на генетичному рівні та деякою мірою проявляються навіть у багатьох осілих видів птахів. Здатність до навігації і орієнтації протягом міграції є набагато складнішим явищем, яке може включати як генетичну інформацію, так і навчання.

### Час міграції
Головним фізіологічним фактором, що впливає на вибір часу міграції, є зміни довжини світлового дня. Ці зміни також пов'язані з гормональними змінами організму птахів.
Безпосередньо перед міграцією багато птахів проявляють більшу активність, так званий «перелітний неспокій» (нім. Zugunruhe), та фізіологічні зміни, такі як накопичення жиру. На цю поведінку впливають не тільки зовнішні фактори. Виникнення перелітного неспокою навіть у птахів, що виросли у неволі без будь-яких сигналів зовнішнього середовища, таких як скорочення світлового дня або зниження температури, вказує на роль генетично закодованих річних ритмів, що контролюють міграцію. Також птахи, що виросли у неволі, проявляють переважний напрямок польоту, що відповідає природному напрямку міграції, інколи навіть роблячи зміни напрямку польоту, що відповідають природним.

### Орієнтація і навігація

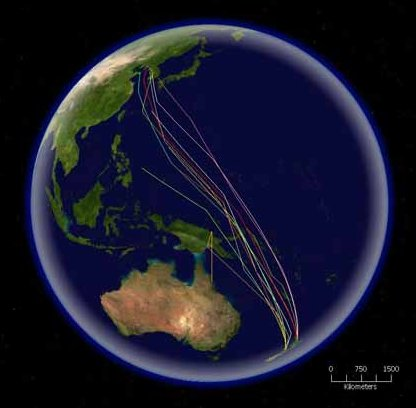
Маршрути малих грициків, мічених та простежених за допомогою супутника, на шляху на північ з Нової Зеландії довжиною біля 10 тис. км.

Навігація під час перельоту базується на різних органах чуття. Багато птахів використовують Сонце як компас. Використання Сонця для вибору напрямку польота вимагає здатності до компенсації залежно від часу доби. Крім того, навігація може базуватися на здатності відчувати магнітні поля або використовувати візуальну інформацію.
Більшість мігруючих птахів зазвичай дещо розосереджуються ще молодими птахами, не повертаючись після зимування точно до місця народження. Проте дещо пізніше вони формують прив'язку до певних потенційних місць гніздування і зимування. Коли така прив'язка відбувається, птах починає відвідувати саме ці місця щороку.
Здатність птахів до навігації протягом міграцій не може бути пояснена виключно генетичною програмою, навіть за допомогою використання факторів навколишнього середовища. Здатність успішно здійснювати довгі міграції ймовірно може бути пояснена лише з врахуванням когнітивних можливостей птахів та можливості розпізнавання місць завдяки пам'яті. Супутникове стеження за міграціями денних хижих птахів, таких як скопи (Pandion haliaetus) і осоїди (Pernis), показало, що старіші особини під час польоту краще здійснюють корекції на вітер.
Як показує наявність річних циклів, існує значна генетична складова у виборі часу та маршруту перельоту, проте ця програма може змінюватися під дією зовнішніх факторів. Цікавим випадком такої зміни, що виникає в результаті географічного бар'єра, є зміна міграційного маршруту деяких центральноєвропейських чорноголових кропив'янок (Sylvia atricapilla), що мігрують на захід і зимують у Великій Британії замість перельоту через Альпи.
Мігруючі птахи також можуть використовувати електромагнітні механізми для орієнтації. Зараз розглядаються два таких механізми: один природжений, а інший основується на власному досвіді. Молодий птах протягом своєї першої міграції летить у правильному напрямку, зважаючи на магнітне поле Землі, проте не знає тривалості польоту та розташування природних бар'єрів. Вважається, що ця магнітна чутливість виникає за допомогою механізму радикальних пар (англ. radical-pair mechanism), при якому хімічні реакції в певних пігментах, чутливих до червоного та інфрачервоного світла, змінюються під дією магнітного поля. Хоча цей механізм і працює виключно протягом світлого часу доби, він не використовує положення Сонця. Молоді птахи, що використовують лише цей механізм, подібні бойскаутам з компасом, але без карти, поки вони не звикнуть до маршруту і зможуть використовувати інші методи орієнтації. З досвідом вони вивчають різноманітні ознаки ландшафту та зв'язувають ці ознаки із силою та напрямком магнітного поля, вважається, що таке зв'язування відбувається за допомогою використання кристалів магнетиту в тригемінальній системі, яка повідомляє птаха про силу магнітного поля. Протягом подорожі між північними та південними регіонами сила магнітного поля змінюється залежно від широти, що дозволяє птаху визначити, коли він вже досяг місця призначення. Недавні дослідження також встановили зв'язок між оком птаха і «кластером N», частиною переднього мозку, активної протягом орієнтації, внаслідок чого висувається думка, що птахи можуть «бачити» магнітне поле Землі.

### Помилки при міграції
Міграційні птахи можуть втратити шлях і опинитися поза межами свого звичайного ареалу. Найчастіше це трапляється в результаті перельоту далі місця призначення, часто на тисячі кілометрів, наприклад коли птах опиняється на північ від місця гніздування. У результаті птах починає шукати шлях назад, здійснюючи так звану «зворотну міграцію», при якій генетична програма молодих птахів нездатна вірно працювати. Певні райони, через своє розташування, стали відомими як місця спостереження мігруючих птахів. Прикладами є Національний парк Пойнт-Пелі в Канаді і Спурн в Англії. Дрейфова міграція птахів, що збилися з курсу через вітер, приводить до «падіння» великої кількості мігруючих птахів у деяких прибережних місцях.

### Штучне управління міграцією
У деяких випадках можливо штучно навчити зграю птахів міграційному маршруту, що необхідно при проведенні реінтродукції. Після експериментів з канадськими казарками (Branta canadensis), безпечному маршруту міграції вдалося навчити американських журавлів (Grus americana) за допомогою ультралегкого літака.

### Еволюція та екологія виникнення міграції

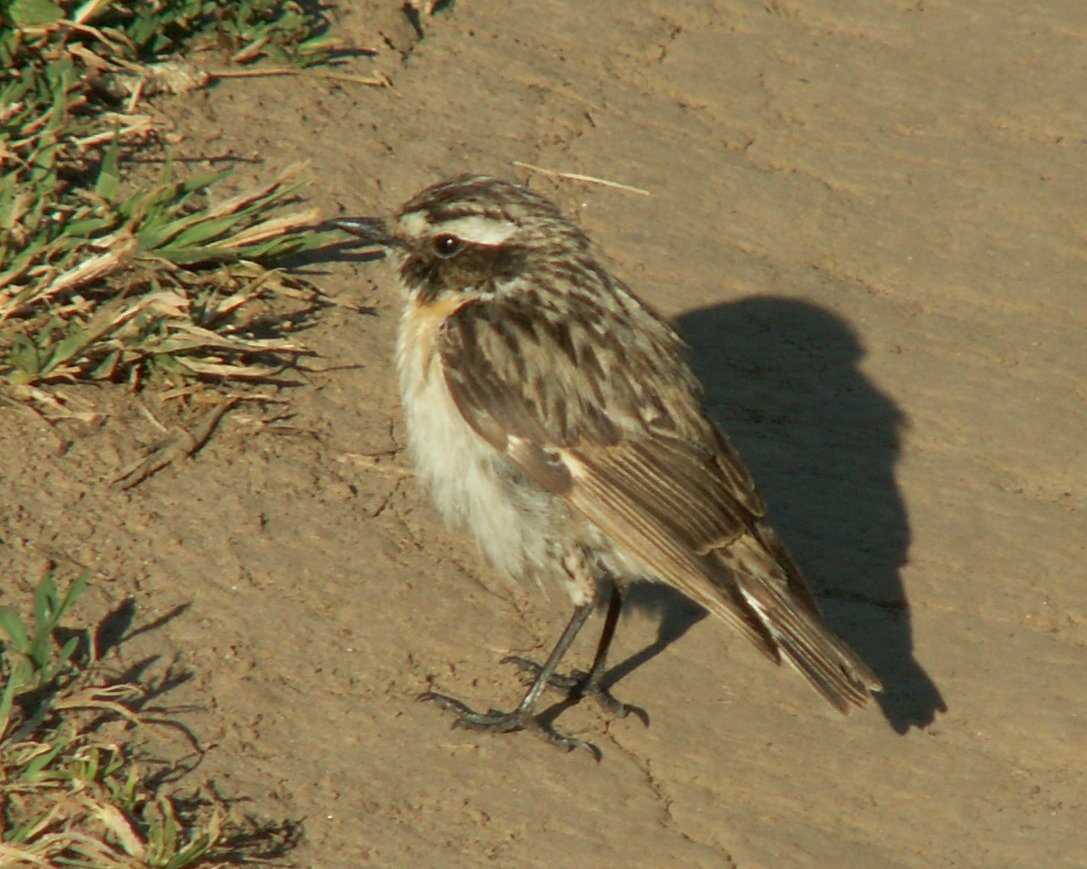
Лучна трав'янка

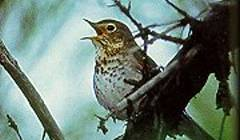
Дрізд Свенсона

Чи мігрує певний вид, залежить від ряду факторів. Найважливішим є клімат області, де птах гніздиться. Дуже небагато видів здатні прожити в жорстких умовах зими внутрішньої частини Канади або північної Євразії. Тому, наприклад, чорний дрізд (Turdus merula) мігруючий у Скандинавії, але не є таким у м'якішому кліматі південної Європи. Джерело живлення також важливе. Більшість комахоїдних видів за межами тропіків мігрують на великі відстані та не мають вибору, крім того, щоб залишати гніздовий ареал взимку.
Часто різні фактори точно збалансовані. Європейська лучна трав'янка (Saxicola rubetra) та азійська сибірська трав'янка (Saxicola maura) мігрують на великі відстані до тропіків, тоді як їхній близький родич європейська трав'янка (Saxicola rubicola) є осілим птахом на більшій частині свого ареалу і лише кочує на невеликі відстані з холодної півночі та сходу Європи. Перевагою осілих видів є додаткова можливість для розмноження.
Недавні дослідження пропонують, що горобцеподібні птахи, що мігрують на великі відстані, походять з південної та центральної Африки, а не Північної півкулі. Вони по суті є південними видами, що мігрують на північ для гніздування, а не північними, що мігрують для зимування.
Також теоретичний аналіз показує, що обхідні маршрути, що збільшують довжину міграції до 20 %, часто виникають у результаті адаптації, що птаху легше долати бар'єри з меншими жировими запасами. Проте, деякі види здійснюють міграції далекими від оптимальних обхідними маршрутами, що виникли в результаті історичного розповсюдження популяції. Наприклад, континентальні популяції дрозда Свенсона (Catharus ustulatus) летять далеко на схід через всю Північну Америку, повертаючи біля океану і досягаючи Південної Америки через Флориду. Вважається, що цей маршрут виник у результаті розширення ареалу зі східного узбережжя, яке відбулося близько 10 тис. років тому.
В інших випадках обхідні маршрути можуть бути викликані та надовго занесені у пам'ять через типові напрямки вітру, наявність хижаків або інші фактори.
Зміни клімату також впливають на час міграції, гніздування та інших подій життєвого циклу птахів, подібний же ефект має і зменшення численності популяцій.

## Екологічні наслідки перельотів птахів
Міграція птахів також допомагає пересуванню інших видів, наприклад ектопаразитів, таких як кліщі (Acarina) і воші (Phthiraptera), які своєю чергою можуть переносити мікроорганізми, у тому числі збудників людських захворювань. Значну увагу міграційні птахи привернули у зв'язку з розповсюдженням пташиного грипу в 2006–2007 роках, проте з'ясувалося, що міграційні птахи не становлять особливої загрози, тоді як імпорт домашніх птахів має набагато більший ефект. Деякі віруси, проте, дійсно можуть переноситися птахами без помітного ефекту на здоров'я самого птаха, наприклад західнонільський вірус (WNV). Також міграційні птахи можуть грати роль у розповсюдженні насіння або спор рослин і планктону.

## Методи дослідження
З початку досліджень міграції птахів з цією метою було розроблено велику кількість методів. Інколи методи, розроблені для зовсім інших пов'язаних процесів, стають неоцінимими для дослідження явища міграції.

### Пряме спостереження
Найстарішим, найпростішим і найпоширенішим зараз методом дослідження міграції птахів є пряме спостереження. Розмір, колір, звуки і особливості польоту різних видів дають можливість як любителям, так і фахівцям робити висновки щодо їхньої міграції. Багато державних служб різних країн регулярно публікують результати таких спостережень. У сукупності, пряме спостереження надало більшу частину наших знань щодо міграції, але цей метод значною мірою обмежується спостереженнями протягом світлої частини доби та наземними видами птахів.
«Місячне спостереження» — нічна модифікація методу прямого спостереження, що дозволяє спостерігати за видами, що мігрують уночі. До розробки методу в середині 20 століття даних про нічну міграцію майже не існувало. Цінна інформація може бути отримана за допомогою спостереження прольоту птахів на фоні повного Місяця за допомогою телескопів з малим збільшенням, які дають можливість підрахунку числа птахів та напрямку їхнього польоту, що перетинають його. Проте, оскільки фактичний відсоток неба, що спостерігається таким чином, невеликий (приблизно одна стотисячна площі неба), обсяг даних, що отримуються в результаті, також відносно незначний. Зазвичай під час сезону міграції вдається підраховувати близько 30 птахів за годину. Але той факт, що спостерігається навіть така кількість, свідчить про велике число птахів, що мігрують уночі.

### Слуховий метод
Інший нічний метод спостереження, який дуже допомагає при опізнанні різних видів під час міграції, — використання параболічного відбивача з прикладеним мікрофоном для підсилення голосових сигналів птахів та приладом для їхнього запису. Цей пристрій може записувати звуки нічних міграційних птахів на відстані до 4 км в умовах безмісячної ночі, коли неможливе ніяке оптичне спостереження. Проте, незручністю методу є те, що при його використанні важко одразу визначити, що птах мігрує. До того ж існують деякі труднощі з упізнавання голосових сигналів через те, що голосові сигнали під час нічного перельоту можуть відрізнятися від сигналів, що їх подають птахи вдень. Крім того, птах може не подавати ніяких сигналів під час беспосереднього прольоту над зоною спостереження.

### Збережені зразки птахів
Додадковий матеріал отримується за допомогою дослідження збережених залишків птахів разом з даними про час та місце їхнього збору. При використанні цього методу також важливо збирати певну кількість птахів у місцях їхнього гніздування та зимування, що дозволяє ототожнити окремі популяцій одного виду птахів. Ці зразки порівнюють зі зразками, зібраними протягом міграції, пов'язуючи їх разом, що забезпечує впізнавання особин відомих популяції, незалежно від місця збору зразків. Хоча для збору зразків можуть використовуються птахи, вбиті мисливцями, важливим джерелом птахів, отриманих без їхнього зумисного знищення, є птахи, які зіштовхнулися з високими штучними спорудами або впали в результаті штормів та інших нещасних випадків.

### Мічення

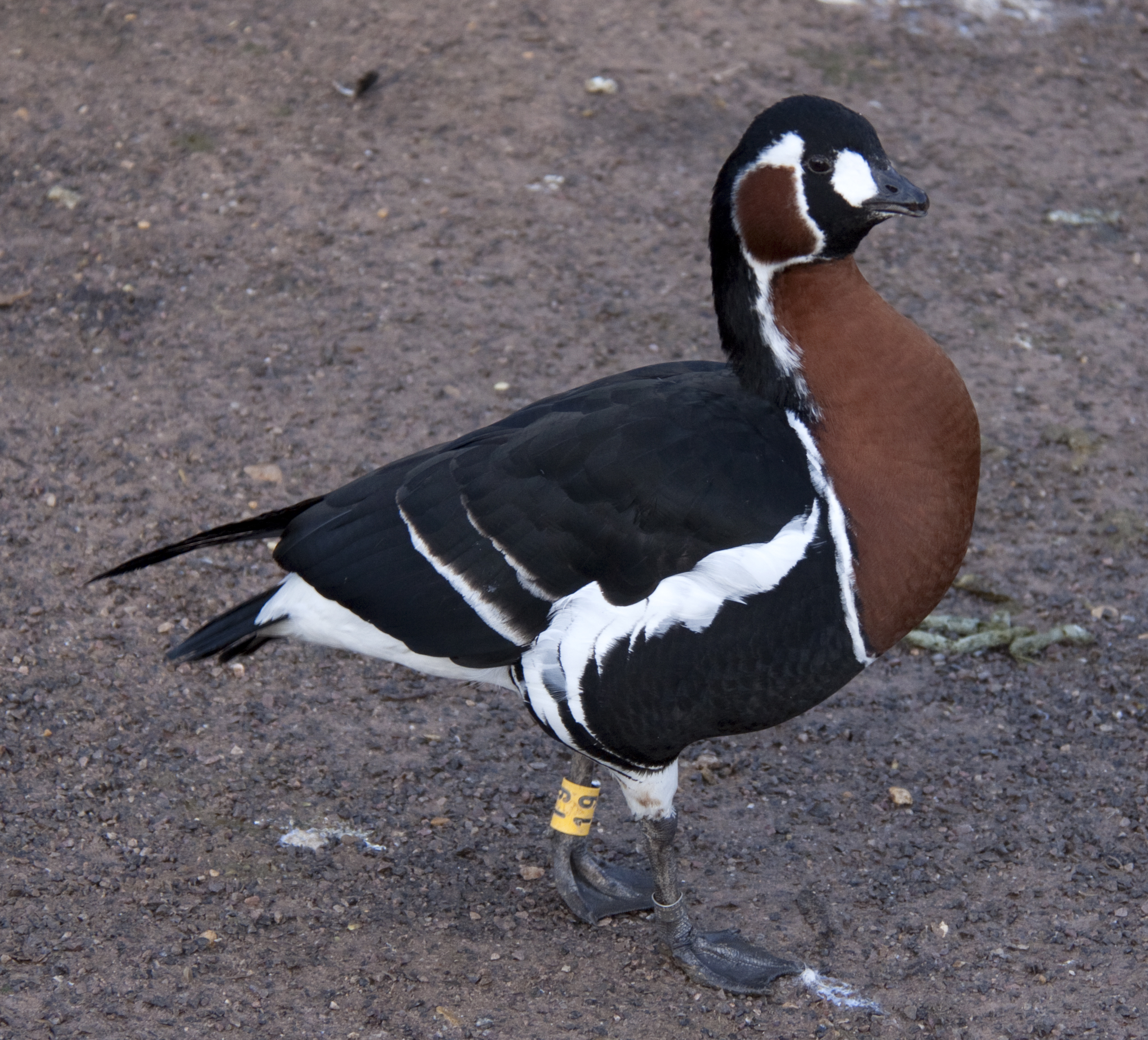
Казарка червоновола з кольоровим та металевим кільцями на лапах

Поширеним способом є відловлювання птахів, яких потім мітять і випускають на волю неушкодженими. Спостереження отримані завдяки цим міткам надають багато корисних відомостей про пташинні міграції. Було розроблено багато різних методів мічення, що дозволяють ідентифікувати окремих птахів. Найстарішим методом мічення є кільцювання птахів, при якому мітка прикріпляється до ноги птаха, шиї, крил або інших частин тіла. Щороку професійні біологи і добровольці, які працюють разом з ними, прикріпляють мітки до тисяч птахів, як міграційних, так і осілих. Кожна мітка містить порядковий номер і адрес наукової групи, до якої мітка повинна бути надіслана у випадку знаходження. Дані про кожного птаха та час мічення записуються, що дозволяє пізніше встановити факт його переміщення. Отримання великої кількості подібних даних дозволяє встановити багато деталей міграції мічених птахів.
Дані, отримані за допомогою кільцювання, надають таку інформацію, як час відправлення і прибуття до місця призначення, довжину пауз на міграційних шляхах для годування і відпочинку, співвідношення між погодними умовами і частом початку міграції, швидкості польоту індивідуальних птахів і ступінь регулярності, з якою індивідуальні птахи повертаються до характерних літніх або зимових районів, де вони мешкали в попередні роки. Крім того, ці дослідження дозволяють отримати дані щодо життєзабезпечення специфічних популяцій або їхньої уразливості до полювання.
Замість кільцювання інколи використовують мічення за допомогою кольорової фарби або мічення за допомогою стабільних ізотопів водню або стронцію.

### Радіостеження
Радіостеження або телеметрія — метод, що використовує невеликий радіопередавач, який видає періодичні сигнали з тіла мігруючого птаха. Радіоприймач, що може знаходитися на будь-якому транспортному засобі, наприклад на літаку або на штучному супутнику Землі, дозволяє простежити за цими радіосигналами і відстежити місцезнаходження мігруючого птаха. Одним з перших відомих прикладів використання цього методу було спостереження сірощокого дрозда (Catharus minimus) в роботі 1965 року. До птаха був прикріплений передавач вагою 2,5 г та його політ був простежений протягом понад 8 годин під час перельоту від Урбани (штат Іллінойс) до півночі озера Мічиган (що знаходиться за 700 км від Урбани). Птах показав швидкість близько 80 км/год при вітрі 40 км/год, що заважав птахові.
Перший супутниковий передавач вагою 180 г було використано в 1985 році для мічення білоголового орлана. Сучасні супутникові передавачі працюють від сонячних батарей та дозволяють встановити точні координати місця розташування птаха через навігаційну систему GPS. З 2009 року застосовують передавачі з сонячною батареєю, які мають вагу вже 9 г. Нові модифікації передавачів інформацію про місце перебування птаха передають не на супутник, а на мережу GSM мобільних телефонів. Така технологія дозволила значно здешевити передавачі.
Обмеженням методу радіотелеметрії, звичайно, є розмір передавача, який не має заважати польоту. З початку радіотелеметричних досліджень спостерігається значний прогрес у технології, що забезпечив можливість дізнатися набагато більше про міграцію птахів.

### Геолокатори
На початку 2000-х років було розроблено та почали застосовувати для птахів нові пристрої, які називають геолокаторами. Це реєстратори інтенсивності освітлення, які записують на мікросхему показники через задані проміжки часу. За цими даними можна встановити географічне місце розташування птаха з певною похибкою. Мінімальна вага такого пристрою може бути 0,3 г. Перевагою застосування цих приладів є їхня менша вага та значно менша вартість.

### Спостереження за допомогою радарів
Радари були розроблені для ідентифікації літаків та інших великих апаратів протягом другої світової війни, проте цей метод швидко став корисним і для досліджень, не пов'язаних з авіацією, зокрема досліджень перельотів птахів. Цей метод дозволяє спостерігати птахів незалежно від погоди та протягом будь-якого часу доби. Загалом метод можна розділити на кілька різновидів:
- загальний радар спостереження, подібний до радарів спостереження за літаками в аеропортах, що проглядає велику область і указує загальний час і напрям польоту великих об'єктів, зокрема зграй птахів;
- радарний запис польоту за допомогою «захоплення» об'єкта;
- доплерівський радар, що дозволяє вимірювання швидкості літаків і мас повітря в метеорології.

Використання радара у дослідженні міграції було неоціненним у визначенні напряму і швидкості руху великих зграй птахів, дати й часу відправлення їх у подорож і загальної кількості птахів, особливо вночі. За допомогою методу було, зокрема, відкрито відносно значні рухи співочих птахів та інших маленьких сухопутних птахів, що мігрують над океанами, а не уздовж берегових ліній, і в напрямках, про які наземні спостерігачі і не підозрювали.

### Дослідження орієнтації

Воронка Емлена

Дослідження поведінки орієнтації традиційно здійснюються за допомогою різноманітних варіантів установки, відомої як воронка Емлена, яка складається з круглої клітки з верхом, покритим прозорим склом або дротяним екраном таким чином, що небо залишається видимим. Клітку встановлюють на відкритому місці в природних умовах, що дозволяє птахові бачити небо; альтернативно установка розміщується в планетарії. Поведінка орієнтації птаха усередині клітки вивчається кількісно, використовуючи розподіл міток, що птах залишає на стінах клітки в певному напрямку.
Інший метод, який використовують для цієї цілі, використовує напрям, в якому птах зникає на горизонті.

## Загрози та збереження птахів
Людська діяльність завдає значної загрози мігруючим птахам. Велике значення мають місця зупинок між місцями гніздування та зимування, зникнення яких у результаті людської діяльності не дає птахам можливості харчування під час перельоту. Знищення заболочених територій у результаті використання їх для потреб сільського господарства залишається найважливійшою причиною загибелі птахів під час міграції.
Полювання уздовж маршрутів міграції в деяких випадках завдає дуже великих збитків популяціям птахів. Так, популяції білого журавля, що гніздяться в Сибіру, а зимують в Індії, практично зникли в результаті полювання на них під час польоту над Афганістаном і Середньою Азією. Останнього разу ці птахи спостерігалися у своєму улюбленому місці зимування, Національному парку Кеоладео, в 2002 році.
Високі споруди, такі як лінії електропередачі, вітряки, вітряні електростанції і прибережні нафтові платформи є частою причиною зіткнення з ними і загибелі міграційних птахів. Особливу загрозу мають освітлені вночі споруди, такі як маяки, хмарочоси, великі пам'ятники і телевізійні вежі, з вогнями, що мають запобігати зіткненню з ними літаків. Світло часто привертає птахів, що здійснюють міграцію вночі, подібно до того, як воно привертає нічних комах (детальніше про причини цього явища та засоби протидії йому див. статті «Зіткнення птахів з вікнами» та «Зіткнення птахів з радіовежами»).
Концентрація птахів протягом міграції є причиною додаткової загрози для певних видів. Деякі найвидовищніші міграційні птахи вже вимерли, найвідомішим є мандрівний голуб (Ectopistes migratorius), зграї якого становили до 2 км завширшки і до 500 км завдовжки, пролітали кілька днів над однією ділянкою і налічували до мільярда птахів.
Охорона міграційних птахів ускладнена через те, що міграційні маршрути перетинають кордони різних країн і таким чином вимагають міжнародної співпраці. Для охрони перелітних птахів були укладені кілька міжнародних договорів, включаючи Договір про міграційних птахів 1918 року в Північній Америці (англ. Migratory Bird Treaty Act в США), Угода про збереження афро-євразійських мігруючих водно-болотних птахів (Угода AEWA) 1979 року (англ. African-Eurasion Waterbird agreement) і Боннська конвенція 1979 року (англ. Convention on Migratory Species).

### Вплив воєнних дій на території України
У новому дослідженні 2024 року, команда науковців з Університету Східної Англії вивчила дані GPS, отриманих від декількох десятків птахів під час їх міграції у березні та квітні 2022 року, тобто після початку повномасштабного вторгнення Росії на територію України. Автори дослідження виявили, що в цей час птахи, а саме Підорлики великі (Clanga clanga), в середньому, пролітали на 55 годин більше, при цьому швидкість їхнього пересування була нижчою, аніж до цього. Результати дослідження показали, що в середньому птахам довелося пролетіти додаткові 85 км, тоді як деякі і зовсім збільшили свій маршрут на 250 км. Також за словами вчених, в попередні сезони міграції 90 % цих птахів зупинялися відпочити на території України, однак після початку війни на це наважувалися лише 32 %, а деякі й зовсім відмовилися від відпочинку.

## Всесвітній день мігруючих птахів
Всесвітній день мігруючих птахів був започаткований у 2006 році з метою популяризації ідей про необхідність охорони мігруючих птахів та їхнього середовища існування. Цей день присвячено даті підписання 10 травня 1906 року Міжнародного Договору про охорону птахів. 1927 року СРСР (в тому числі і Українська РСР) ратифікував цей договір. Всесвітній день мігруючих птахів організується Секретаріатами Конвенції про збереження мігруючих видів диких тварин та Угоди про збереження афро-євразійських мігруючих водно-болотних птахів. Цей День відзначається щорічно у другу суботу та неділю травня. З 2016 року Всесвітній день мігруючих птахів відзначають двічі на рік — у другу суботу травня та другу суботу жовтня.